# Nampalys Mendy
Nampalys Mendy (La Seyne-sur-Mer, Francia, 23 de junio de 1992) es un futbolista senegalés que juega de centrocampista y se encuentra sin equipo tras abandonar el R. C. Lens.

## Selección nacional
Ha sido internacional con la selección de Francia en categoría sub-18, sub-19, sub-20 y sub-21. En categoría absoluta decidió representar a Senegal, debutando el 26 de marzo de 2021 en un encuentro de clasificación para la Copa Africana de Naciones de 2021 ante Congo.

## Estadísticas

### Clubes
Actualizado al último partido disputado el 19 de octubre de 2024.
| Club                            | Div.          | Temporada     | Liga  | Liga  | Copas nacionales | Copas nacionales | Copas internacionales | Copas internacionales | Total | Total |
| Club                            | Div.          | Temporada     | Part. | Goles | Part.            | Goles            | Part.                 | Goles                 | Part. | Goles |
| ------------------------------- | ------------- | ------------- | ----- | ----- | ---------------- | ---------------- | --------------------- | --------------------- | ----- | ----- |
| A. S. Monaco F. C. Francia      | 1.ª           | 2010-11       | 14    | 0     | 1                | 0                | ―                     | ―                     | 15    | 0     |
| A. S. Monaco F. C. Francia      | 2.ª           | 2011-12       | 28    | 0     | 1                | 0                | ―                     | ―                     | 29    | 0     |
| A. S. Monaco F. C. Francia      | 2.ª           | 2012-13       | 32    | 0     | 4                | 0                | ―                     | ―                     | 36    | 0     |
| A. S. Monaco F. C. Francia      | Total club    | Total club    | 74    | 0     | 6                | 0                | 0                     | 0                     | 80    | 0     |
| O. G. C. Niza Francia           | 1.ª           | 2013-14       | 36    | 0     | 5                | 0                | 2                     | 0                     | 43    | 0     |
| O. G. C. Niza Francia           | 1.ª           | 2014-15       | 36    | 0     | 2                | 0                | ―                     | ―                     | 38    | 0     |
| O. G. C. Niza Francia           | 1.ª           | 2015-16       | 38    | 1     | 2                | 0                | ―                     | ―                     | 40    | 1     |
| Leicester City F. C. Inglaterra | 1.ª           | 2016-17       | 4     | 0     | 4                | 0                | 1                     | 0                     | 9     | 0     |
| Leicester City F. C. Inglaterra | 1.ª           | 2017-18       | 0     | 0     | 1                | 0                | ―                     | ―                     | 1     | 0     |
| O. G. C. Niza Francia           | 1.ª           | 2017-18       | 14    | 0     | 1                | 0                | 4                     | 0                     | 19    | 0     |
| O. G. C. Niza Francia           | Total club    | Total club    | 124   | 1     | 10               | 0                | 6                     | 0                     | 140   | 1     |
| Leicester City F. C. Inglaterra | 1.ª           | 2018-19       | 31    | 0     | 1                | 0                | ―                     | ―                     | 32    | 0     |
| Leicester City F. C. Inglaterra | 1.ª           | 2019-20       | 7     | 0     | 1                | 0                | ―                     | ―                     | 8     | 0     |
| Leicester City F. C. Inglaterra | 1.ª           | 2020-21       | 23    | 0     | 2                | 0                | 4                     | 0                     | 29    | 0     |
| Leicester City F. C. Inglaterra | 1.ª           | 2021-22       | 14    | 0     | 1                | 0                | 0                     | 0                     | 15    | 0     |
| Leicester City F. C. Inglaterra | 1.ª           | 2022-23       | 19    | 1     | 5                | 0                | ―                     | ―                     | 24    | 1     |
| Leicester City F. C. Inglaterra | Total club    | Total club    | 98    | 1     | 15               | 0                | 5                     | 0                     | 118   | 1     |
| R. C. Lens Francia              | 1.ª           | 2023-24       | 16    | 0     | 0                | 0                | 6                     | 0                     | 22    | 0     |
| R. C. Lens Francia              | 1.ª           | 2024-25       | 4     | 0     | 0                | 0                | 1                     | 0                     | 5     | 0     |
| R. C. Lens Francia              | Total club    | Total club    | 20    | 0     | 0                | 0                | 7                     | 0                     | 27    | 0     |
| Total carrera                   | Total carrera | Total carrera | 316   | 2     | 31               | 0                | 18                    | 0                     | 365   | 2     |

## Palmarés

### Títulos nacionales
| Título           | Club                 | País       | Año  |
| ---------------- | -------------------- | ---------- | ---- |
| Ligue 2          | A. S. Monaco         | Francia    | 2013 |
| FA Cup           | Leicester City F. C. | Inglaterra | 2021 |
| Community Shield | Leicester City F. C. | Inglaterra | 2021 |

### Títulos internacionales
| Título                    | Club (*)             | Sede    | Año  |
| ------------------------- | -------------------- | ------- | ---- |
| Copa Africana de Naciones | Selección de Senegal | Camerún | 2021 |

(*) Incluyendo la selección.